# Aphaereta sarcophagensis
Aphaereta sarcophagensis (лат.) — вид очень мелких наездников-браконид рода Aphaereta из подсемейства Alysiinae (Braconidae). Эндемик ЮАР (Cape province, Mossel Bay).

## Описание
Мелкие наездники-бракониды, длина тела 2,9-3,0 мм, длина переднего крыла 3,2-3,3 мм. Усики 18-20-члениковые. Бёдра задней пары ног в 4,5 раз длиннее своей максимальной ширины. Основная окраска коричневая, ноги, жвалы, скапус и стебелёк светло-коричневые. Мандибулы простые, с 3 зубчиками, вентральный и диагональные кили жвал хорошо развиты; птеростигма переднего крыла узкая; RS+M в переднем крыле отсутствует; 2RS короче, чем 3RSa; первая субдискальная ячейка открытая.

## Систематика
Вид был описан в 1974 году по материалам из ЮАР. Видовой статус подтверждён в 2015 году швейцарским энтомологом Франциско Хавьером Перисом-Фелипо (Francisco Javier Peris-Felipo; Базель, Швейцария). Относят к подсемейству Alysiinae.